# ФК Оријент 1919
ХНК Оријент 1919 је хрватски фудбалски клуб из Ријеке, Хрватска. Тренутно се такмичи у Другој лиги Хрватске.

## Историја
НК Оријент је основан 1919. под именом Ориент. Име клубу је дао поморац Ф. Матковић и у својим почецима Оријент је био клуб радничке и ђачке омладине. 1926. клуб престаје са радом, али се већ 1928. обнавља и започиње се такмичити у оквиру тадашње I. жупе загребачког подсавеза.
Након 2. светског рата клуб прво носи име Јединство и Приморац, затим Приморје, док 1948. мења име у Будућност. Од 1953. године клубу се враћа старо име Оријент под којим од тада непрекидно наступа.

## Успеси
Прве веће успехе Оријент бележи 1940. и 1941. када осваја 1. место у такмичењу тадашњег сушачког подсавеза.
У такммичењима у оквиру ФСЈ-а Оријент више пута учествује у квалификацијама за 2. савезну лигу, а повремено и наступа у 2. лиги. Дефинитивно највећи успех тада остварен је 1969. године када као првак 2. савезне лиге-запад игра у квалификацијама за улазак у 1. лигу, али не успева.
У такмичењима за куп Маршала Тита највећи успех забележен је у сезонама 1981/82. и 1982/83. наступима у четвртфиналу.
Стварањем ХНЛ-а Оријент се такмичи углавном у 2. ХНЛ, а у сезони 1996/97. остварује највећи успех наступом у 1. ХНЛ у којој је освојио 14. место, али због реорганизације лиге ипак није успео опстати у истој. Тренутно је члан 3. ХНЛ - запад.

## Стадион
НК Оријент игра на стадиону Кримеја, који се налази у ријечком источном делу града Сушку. Стадион је изграђен 1923, а на отварању истог је гостовао ХАШК из Загреба. Стадион може да прими око 5.000 гледалаца.

## Навијачи
Навијачи клуба се називају Red Fuckers и основани су 1988. године.